# Jiangshang (sockenhuvudort i Kina, Jiangxi Sheng, lat 29,16, long 115,59)
Jiangshang är en sockenhuvudort i Kina. Den ligger i provinsen Jiangxi, i den sydöstra delen av landet, omkring 60 kilometer nordväst om provinshuvudstaden Nanchang. Antalet invånare är 10 362. Befolkningen består av 5 028 kvinnor och 5 334 män. Barn under 15 år utgör 18,0 %, vuxna 15-64 år 72 %, och äldre över 65 år 9,0 %.
Runt Jiangshang är det ganska tätbefolkat, med 199 invånare per kvadratkilometer. Närmaste större samhälle är Aicheng, 18,2 km sydost om Jiangshang. Trakten runt Jiangshang består till största delen av jordbruksmark.
Genomsnittlig årsnederbörd är 2 141 millimeter. Den regnigaste månaden är maj, med i genomsnitt 334 mm nederbörd, och den torraste är januari, med 59 mm nederbörd.